# Gliese 46
Gliese 46 is een hoofdreeksster van het type M3, gelegen in het sterrenbeeld Beeldhouwer op 38,4 lichtjaar van de Zon. De ster heeft een baansnelheid rond het galactisch centrum van 79,1 km/s.